# Kevin Schwantz
Kevin Schwantz (Houston, 19 de junho de 1964) é um ex-motociclista norte-americano campeão do mundo nas 500 cilindradas em 1993.
Em 1999, Kevin Schwantz foi introduzido no Motorcycle Hall of Fame.